# Radzimowice (Mazovie)
Pour les articles homonymes, voir Radzimowice.
Radzimowice (prononciation : [rad͡ʑimɔˈvit͡sɛ]) est un village polonais de la gmina de Strzegowo dans le powiat de Mława de la voïvodie de Mazovie dans le centre-est de la Pologne.
Il se situe à environ 25 km au sud-ouest de Mława (siège du powiat) et à 95 km au nord-ouest de Varsovie (capitale de la Pologne).
Le village compte approximativement une population de 90 habitants en 2006.

## Histoire
De 1975 à 1998, le village appartenait administrativement à la voïvodie de Ciechanów.